# زروخانه جهان (شهید توکلی)
زروخانه جهان (شهید توکلی) مربوط به دوره قاجار است و در کرمان، خیابان ناصریه، خیابان شهید ایرانمنش واقع شده و این اثر در تاریخ ۱۲ بهمن ۱۳۸۱ با شمارهٔ ثبت ۷۲۹۰ به‌عنوان یکی از آثار ملی ایران به ثبت رسیده است.